# Ceri (Cerveteri)
Ceri è una frazione del comune di Cerveteri, nella città metropolitana di Roma Capitale. Il borgo sorge su un altipiano tufaceo a poca distanza da Cerveteri.

## Paesaggio
Le campagne intorno al borgo hanno il piacevole aspetto tipico della campagna romana, con intensa attività agricola.

## Storia
La rupe tufacea di Ceri fu sede di un insediamento dell’età del bronzo, che in alcune fasi occupò anche le contigue formazioni (numerosi frammenti di vasellame provengono dalla località Fornaci di Ceri). Si tratta di uno dei numerosi villaggi che al termine dell’età del bronzo finale (sec. X a.C.) vennero abbandonati perché gli abitanti confluirono sul grande pianoro di Cerveteri per dare vita alla grande città villanoviana e poi etrusca di Kaisra (Caere per i Romani).
Ma già nell'VIII secolo a.C. il piccolo pianoro di Ceri fu occupato da un florido centro secondario del territorio della città stato di Kaisra, retto da una famiglia gentilizia che usava come luogo di sepoltura i grandi tumuli costruiti a nord del borgo, mentre tombe, meno monumentali ma in alcuni casi notevoli, occupano la lingua tufacea intermedia delle Fornaci. Di particolare rilievo la non lontana Tomba delle Statue.
Il borgo attuale venne fondato nel 1236 su un precedente piccolo abitato risalente al VII secolo quando gli abitanti della vicina Caere (Cerveteri) abbandonarono quest'ultima per trasferirsi in una posizione meglio difesa naturalmente.
Al nuovo centro diedero il nome di Caere Novum (oggi semplicemente Ceri, da non confondersi con la località di Cerenova, parte della frazione di Marina di Cerveteri), per distinguerlo dalla città antica, Caere Vetus (oggi Cerveteri). Nello stesso periodo, per motivi di sicurezza, venne costruito il castello che troneggia a difesa del borgo.
Fra il XIII secolo ed il XIV secolo Ceri fu dominio della famiglia romana dei Normanni di Trastevere, per divenire di proprietà di alcune delle più grandi famiglie romane: dagli Anguillara (della quale fu esponente Renzo degli Anguillara) ai Cesi, ai Borromeo, agli Odescalchi e per finire ai Torlonia, che hanno ceduto il castello ad altri proprietari.
Nel 1503 la città venne assediata e conquistata da Cesare Borgia per catturare i membri della famiglia Orsini che vi abitavano.
Nella piazza principale del paese sorge la chiesa della Madonna di Ceri, nel luogo dove anticamente esisteva il culto della dea Vesta. Nel 1980, durante un restauro, su una parete dell'edificio sono venuti alla luce degli affreschi di Scuola romana risalenti al XII secolo e raffiguranti scene tratte dall'Antico Testamento e storie della vita di san Silvestro.

## Cinema
A Ceri, nel 1976 vennero girati le scene in esterni dell'episodio Il superiore del film Basta che non si sappia in giro, con Nino Manfredi, Lino Banfi e Vittorio Mezzogiorno. Nel 1982 vi venne girato il film Settefolli, di Giorgio Bracardi. Nel 2007 viene girata una scena, quella della trattoria, del film Tre Uomini ed una Gamba. Nel 2017 viene girato il film Metti la nonna in freezer, con Fabio De Luigi e Miriam Leone.

## Palazzi
- Palazzo Torlonia

## Architetture religiose
- Chiesa della Madonna di Ceri

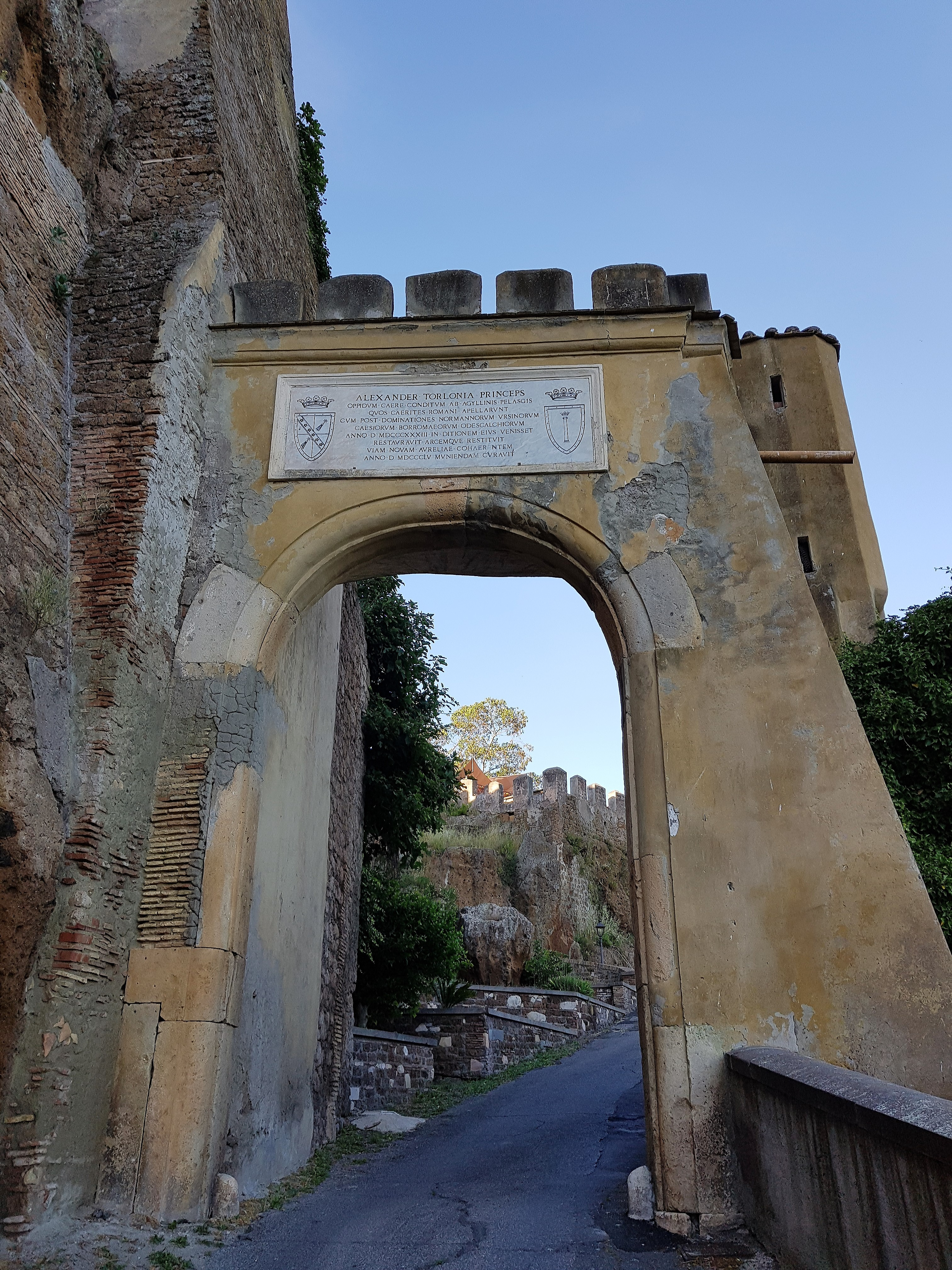
Arco all'entrata di Ceri.

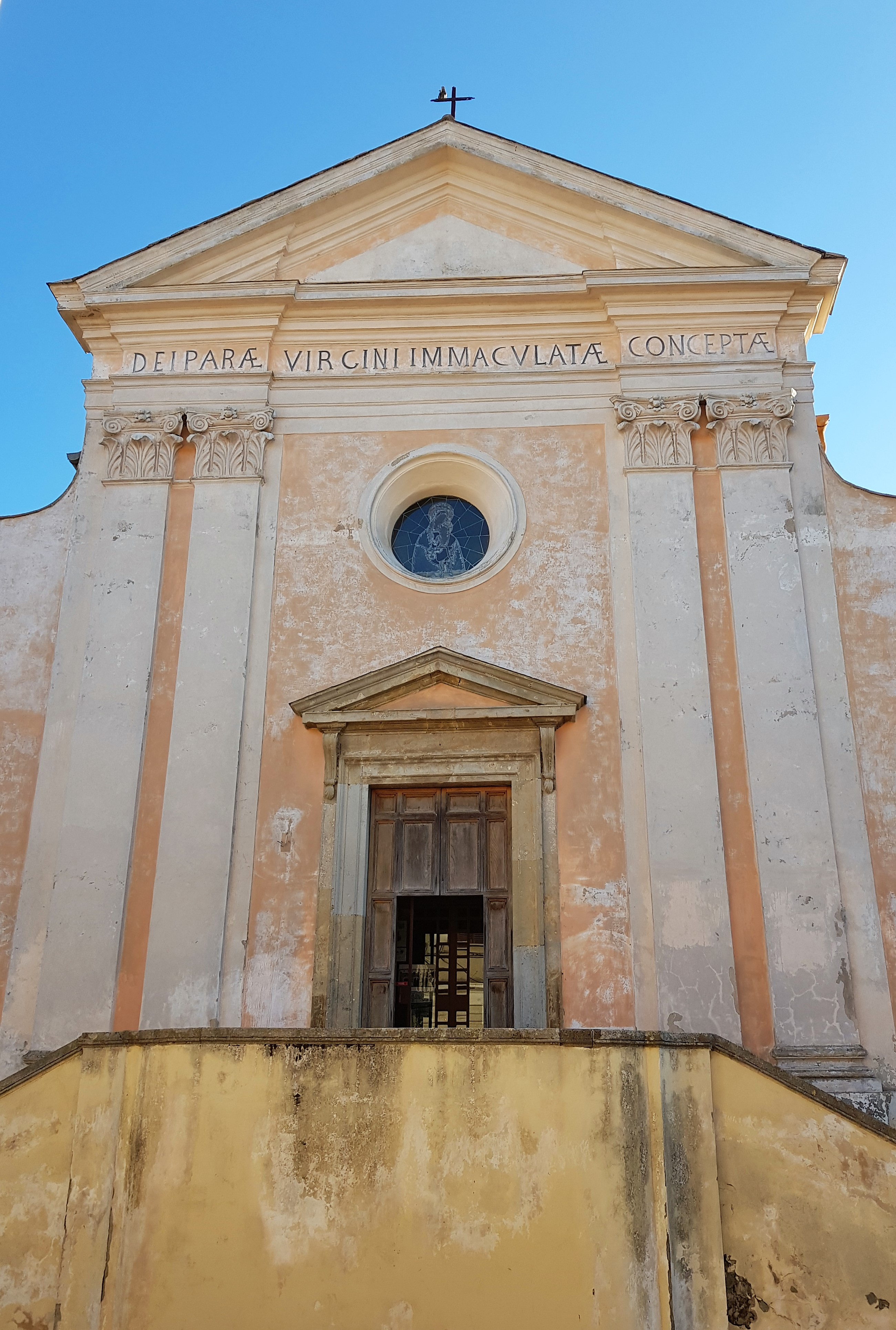
La chiesa della Madonna di Ceri.

- Chiesa di San Felice (Ceri)
- Chiesa del Buon Consiglio (Ceri)
- Chiesa di San Sebastiano (Ceri), con annesso il Camposanto.
- Chiesa della Madonna di Carpineto (Ceri)

## Galleria d'immagini

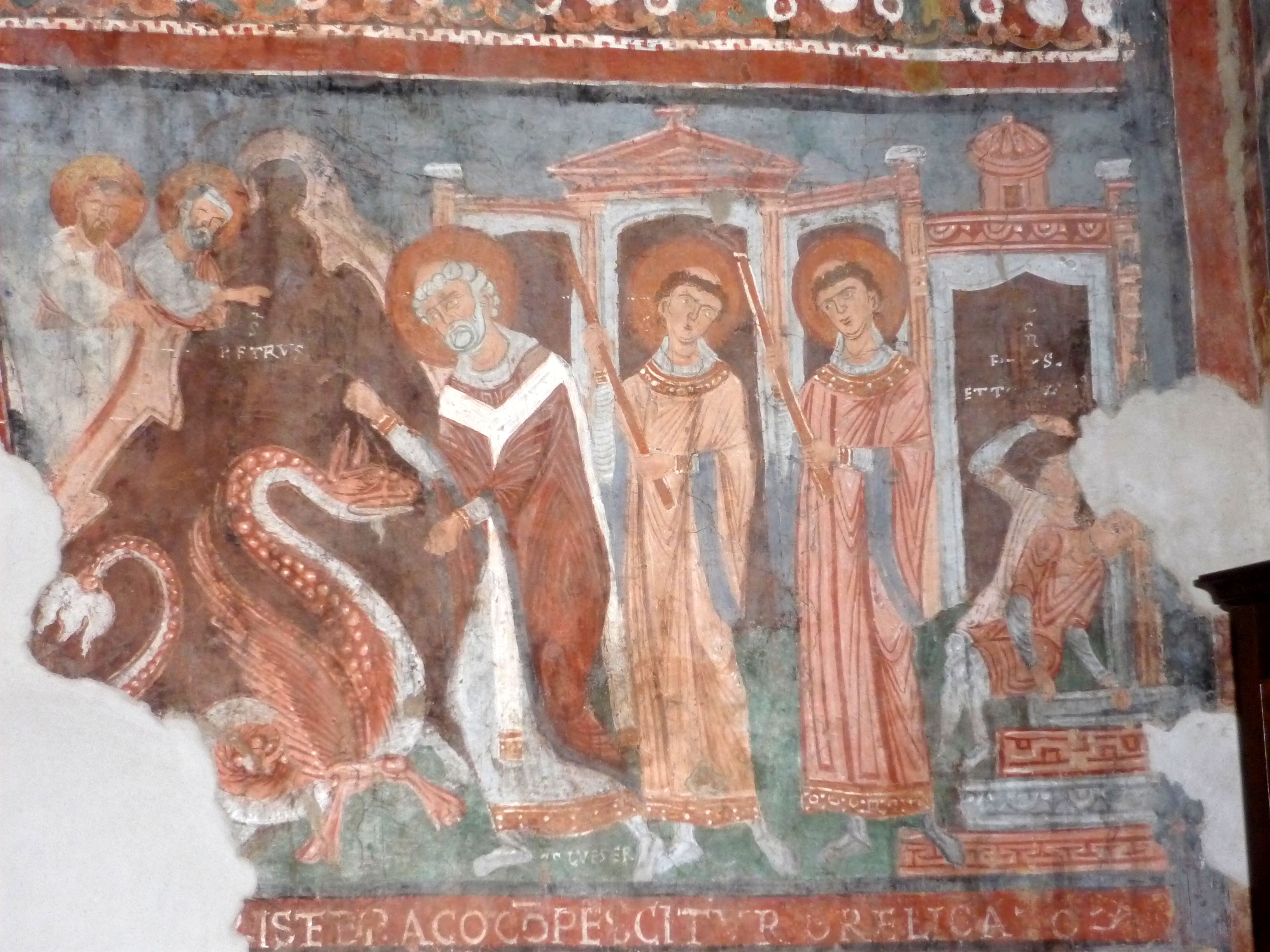
Ceri, Affreschi di Scuola romana, XII sec.
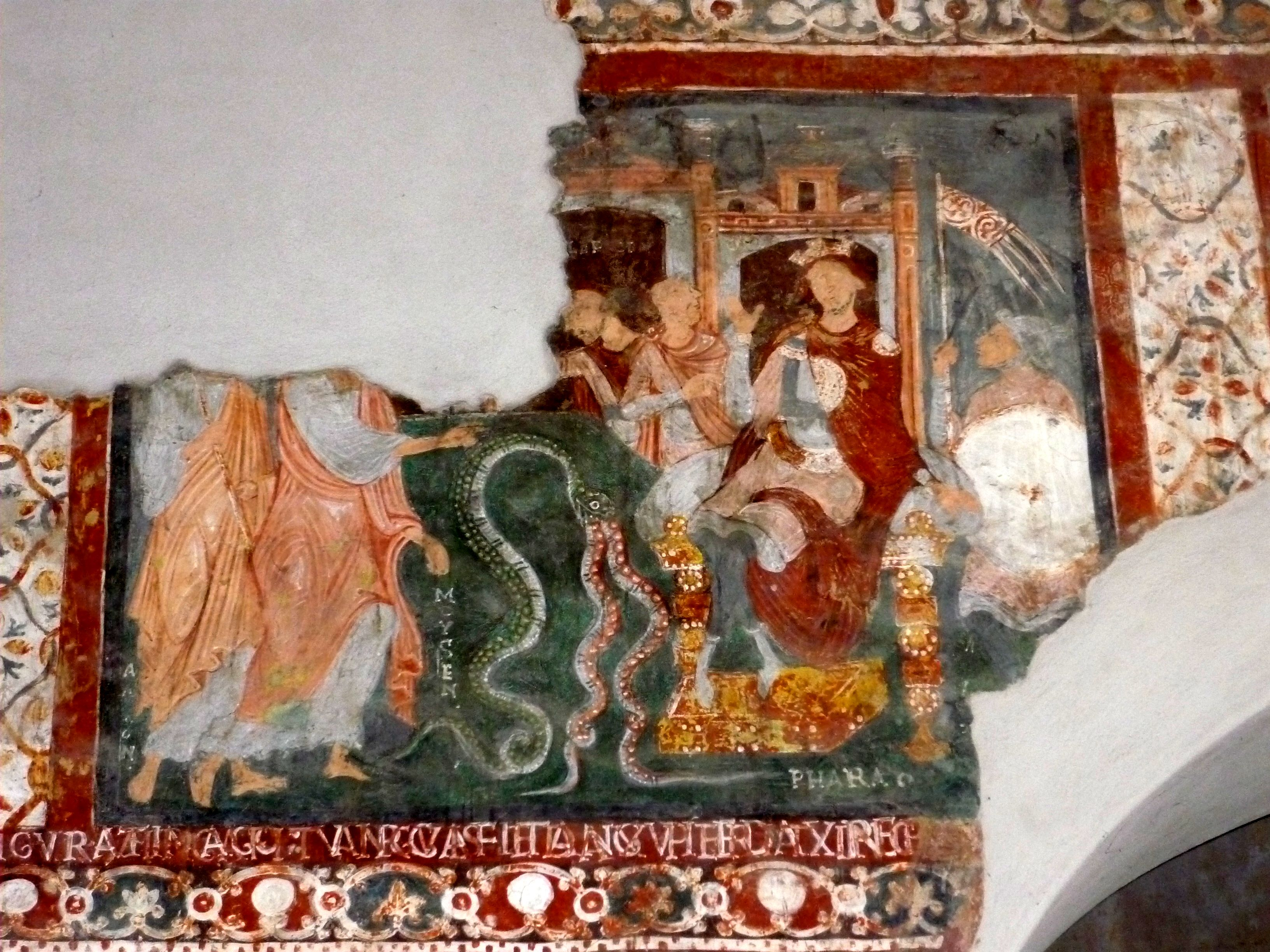
Ceri, Affreschi di Scuola romana, XII sec.
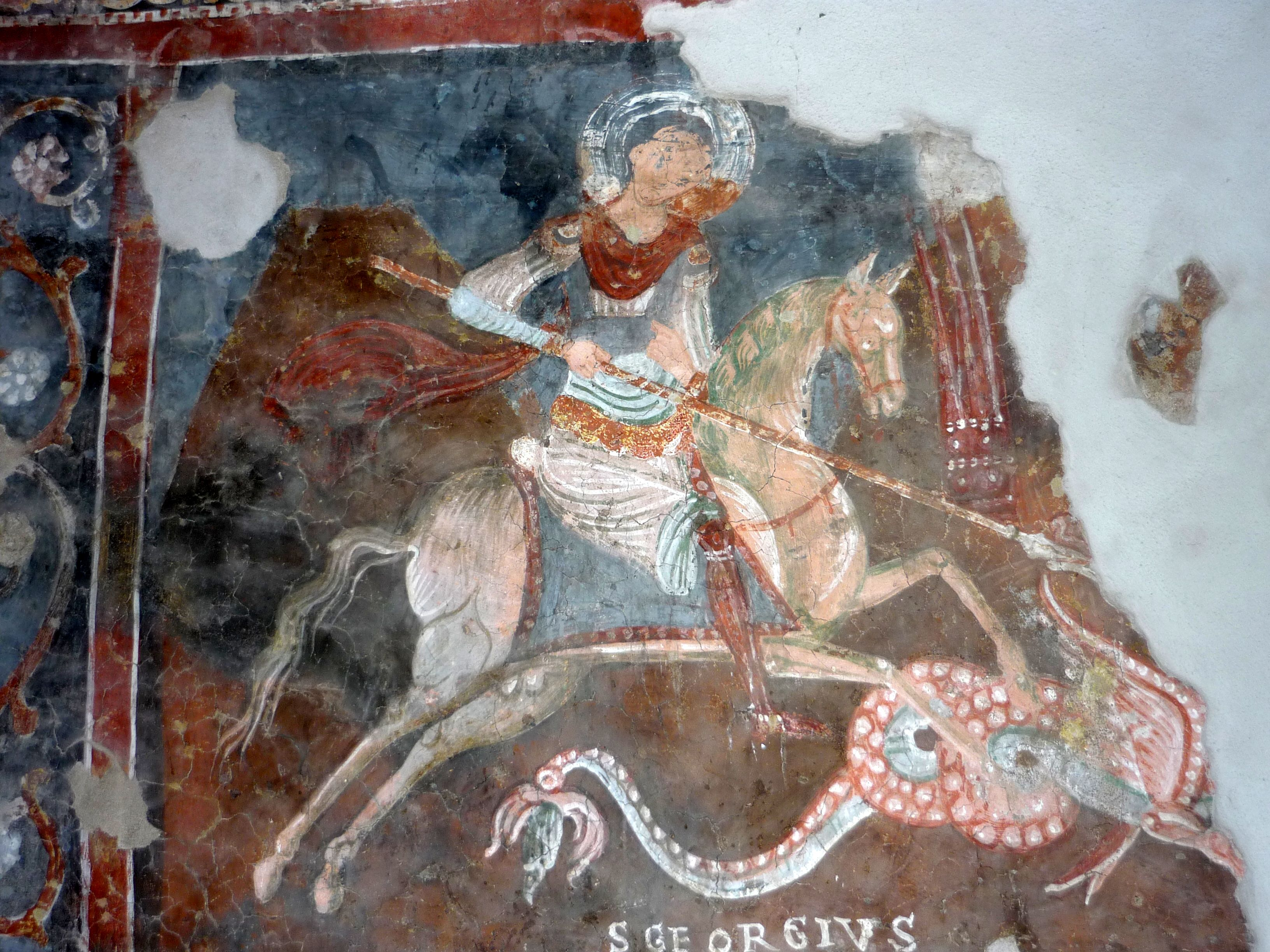
Ceri, Affreschi di Scuola romana, XII sec.
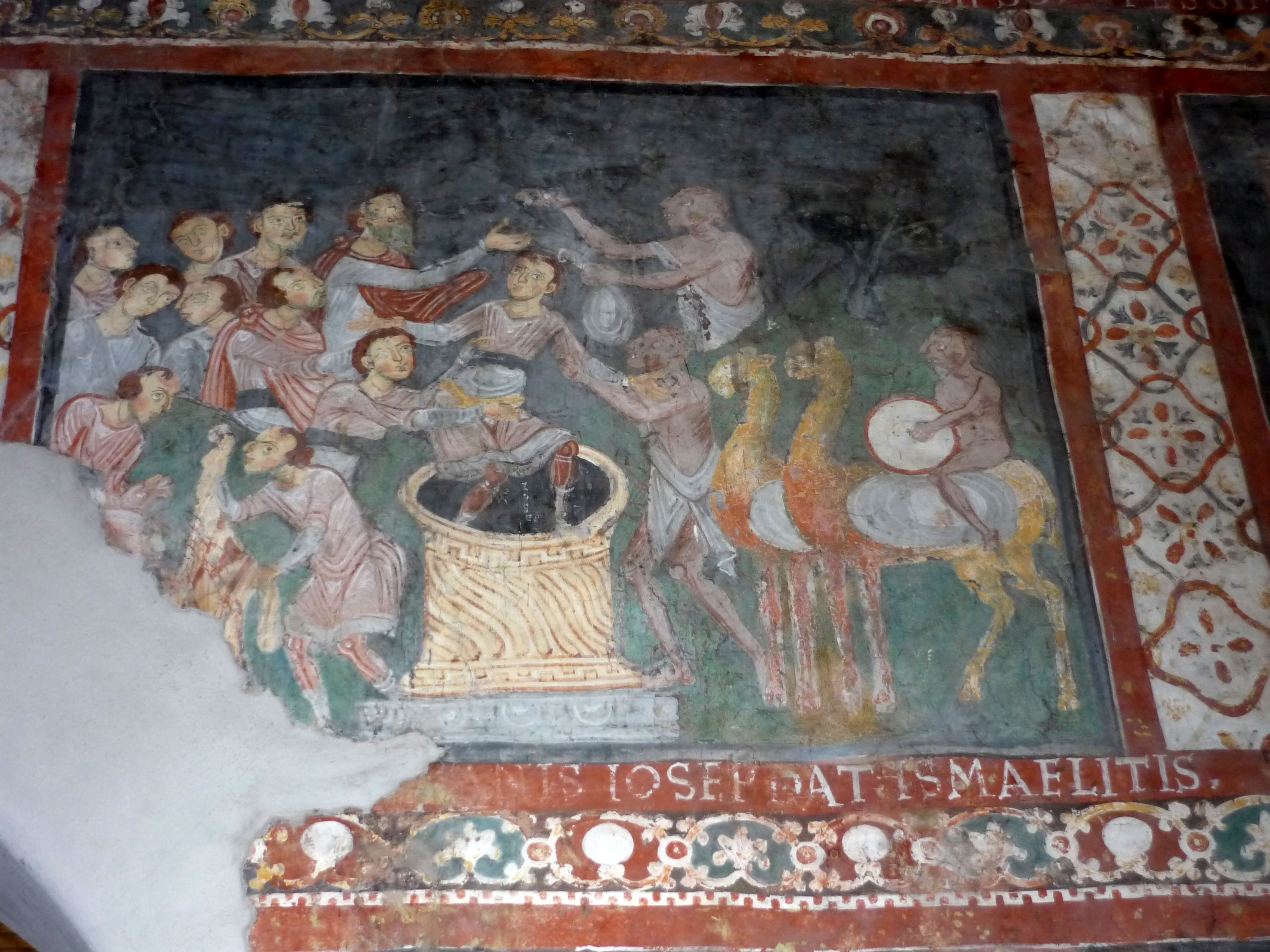
Ceri, Affreschi di Scuola romana, XII sec.
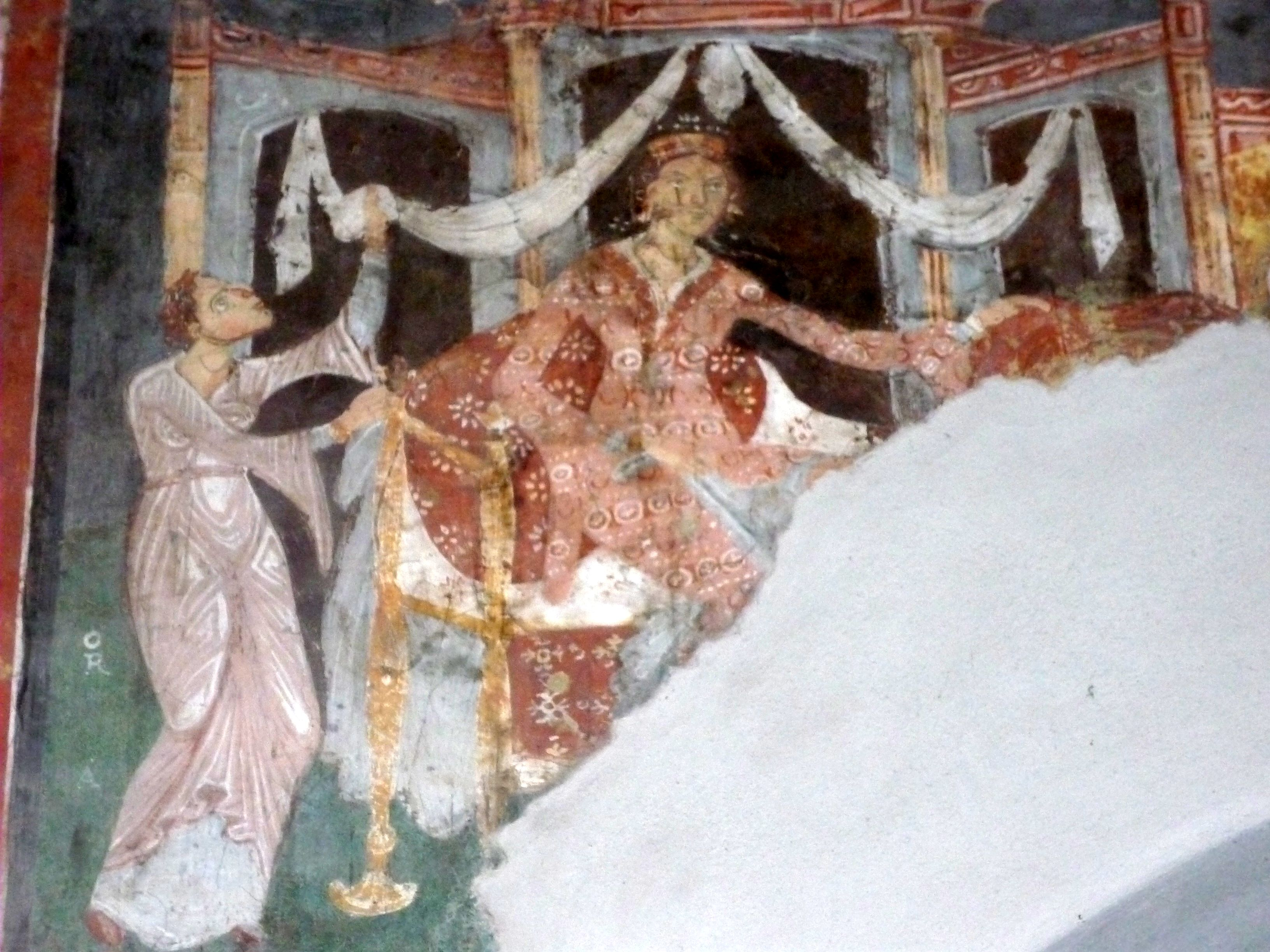
Ceri, Affreschi di Scuola romana, XII sec.
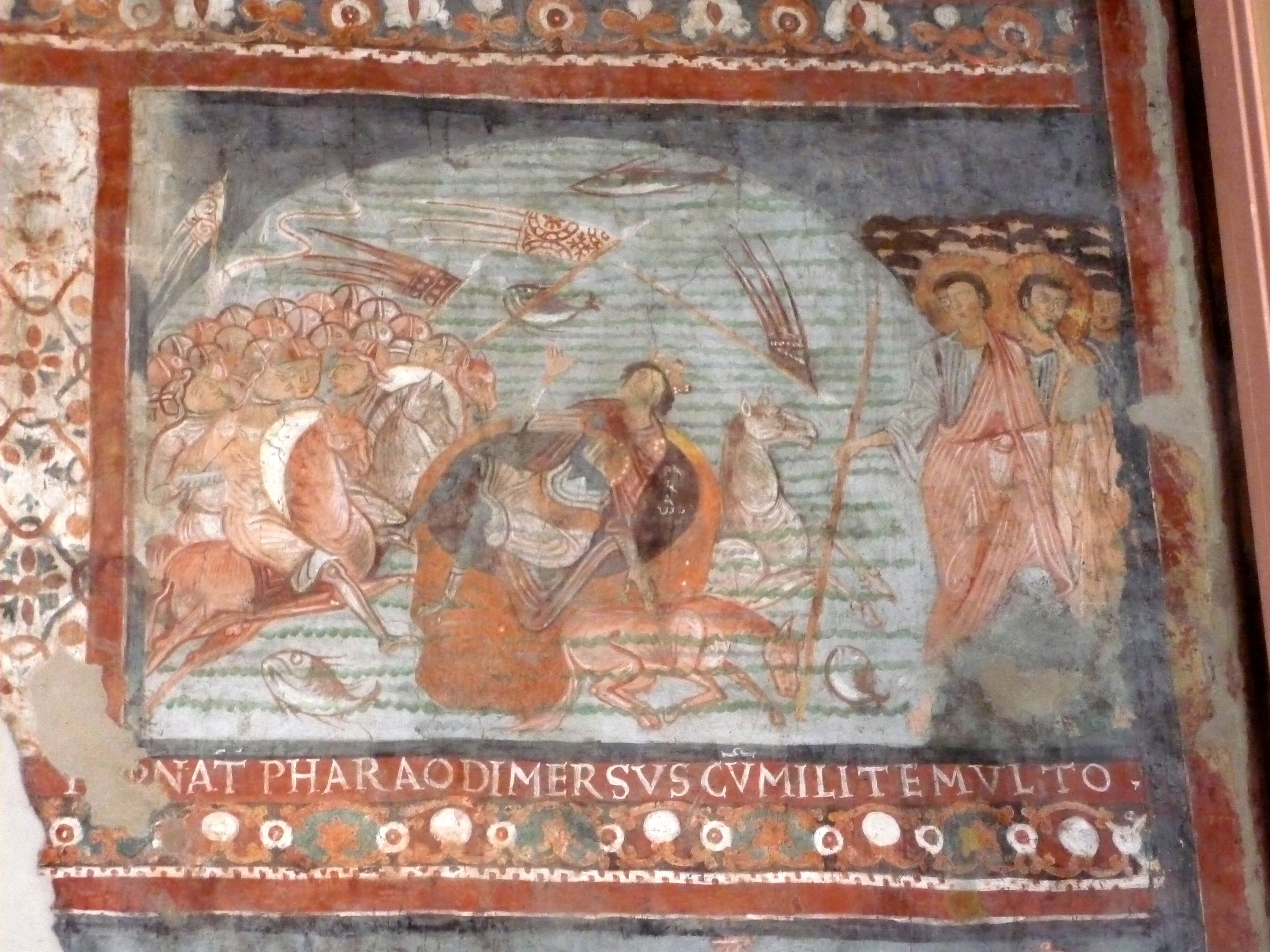
Ceri, Affreschi di Scuola romana, XII sec.
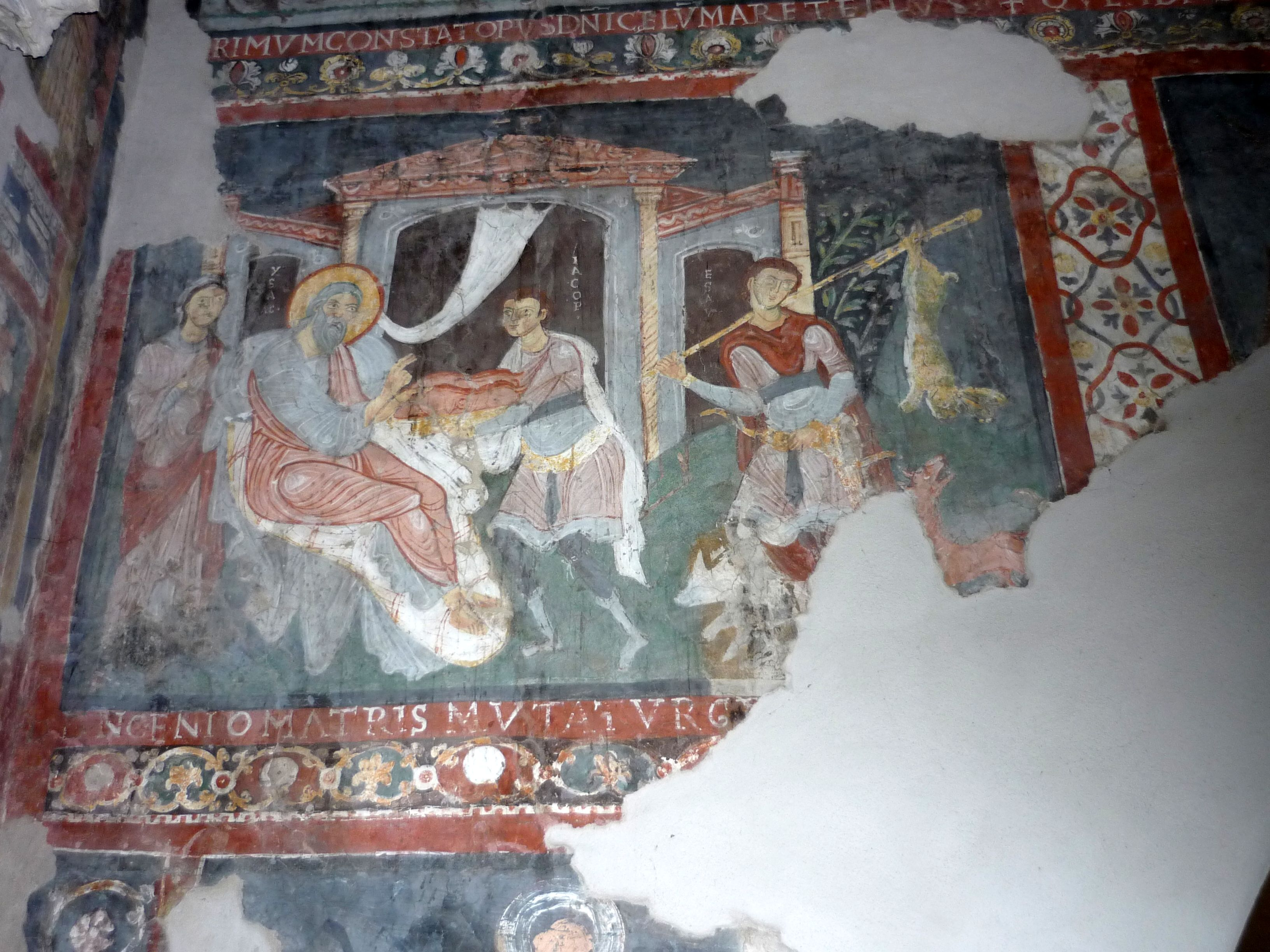
Ceri, Affreschi di Scuola romana, XII sec.
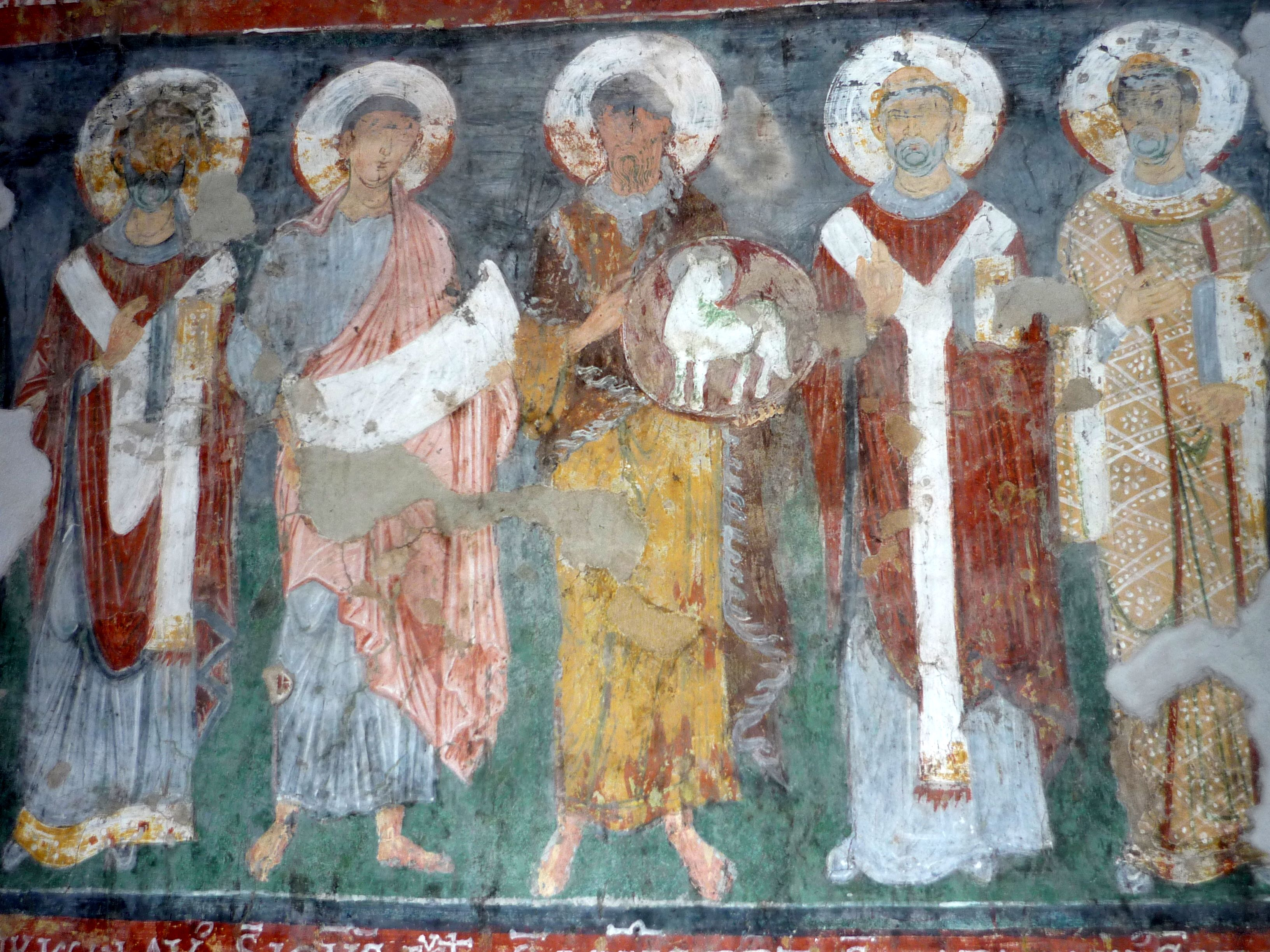
Ceri, Affreschi di Scuola romana, XII sec.